# Iglesia de San Pedro (Carmona)
La iglesia de San Pedro de Carmona, provincia de Sevilla, es una iglesia parroquial construida en el siglo XV, aunque fue reformada en el siglo XVIII. Se encuentra junto a la Puerta de Sevilla de la antigua muralla.

## Exterior

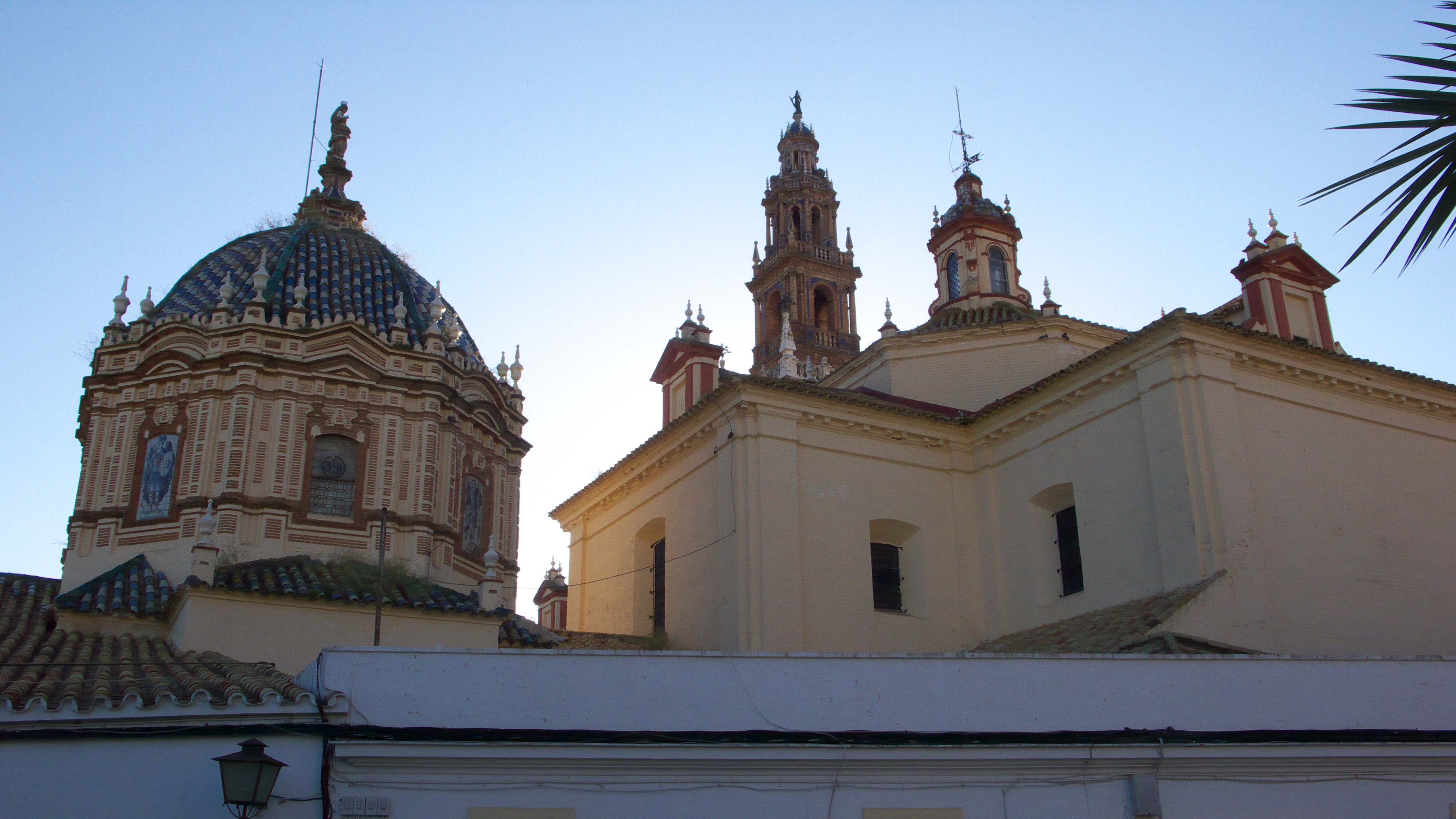
Exterior de la iglesia. La cúpula se corresponde con la techumbre de la capilla sacramental.

La construcción del templo puede fecharse en el siglo XV.
Entre finales del siglo XVI y comienzos del XVII se llevó a cabo la edificación de la capilla de la Merced.
En el siglo XVIII tuvieron lugar varias reformas. En torno a 1760 contribuyó Ambrosio de Figueroa, dándole un aspecto similar a la iglesia de San Luis de los Franceses de la capital. Antonio de Figueroa y Ruiz realizó una portada y participó en la decoración del interior. Diego Antonio Díaz colaboró en las obras del crucero y de las cubiertas. En 1771 Jorge de Acevedo realizó la portada principal y, en 1776, diseñó la linterna del crucero y realizó las esculturas de los evangelistas de las pechinas.

### La torre

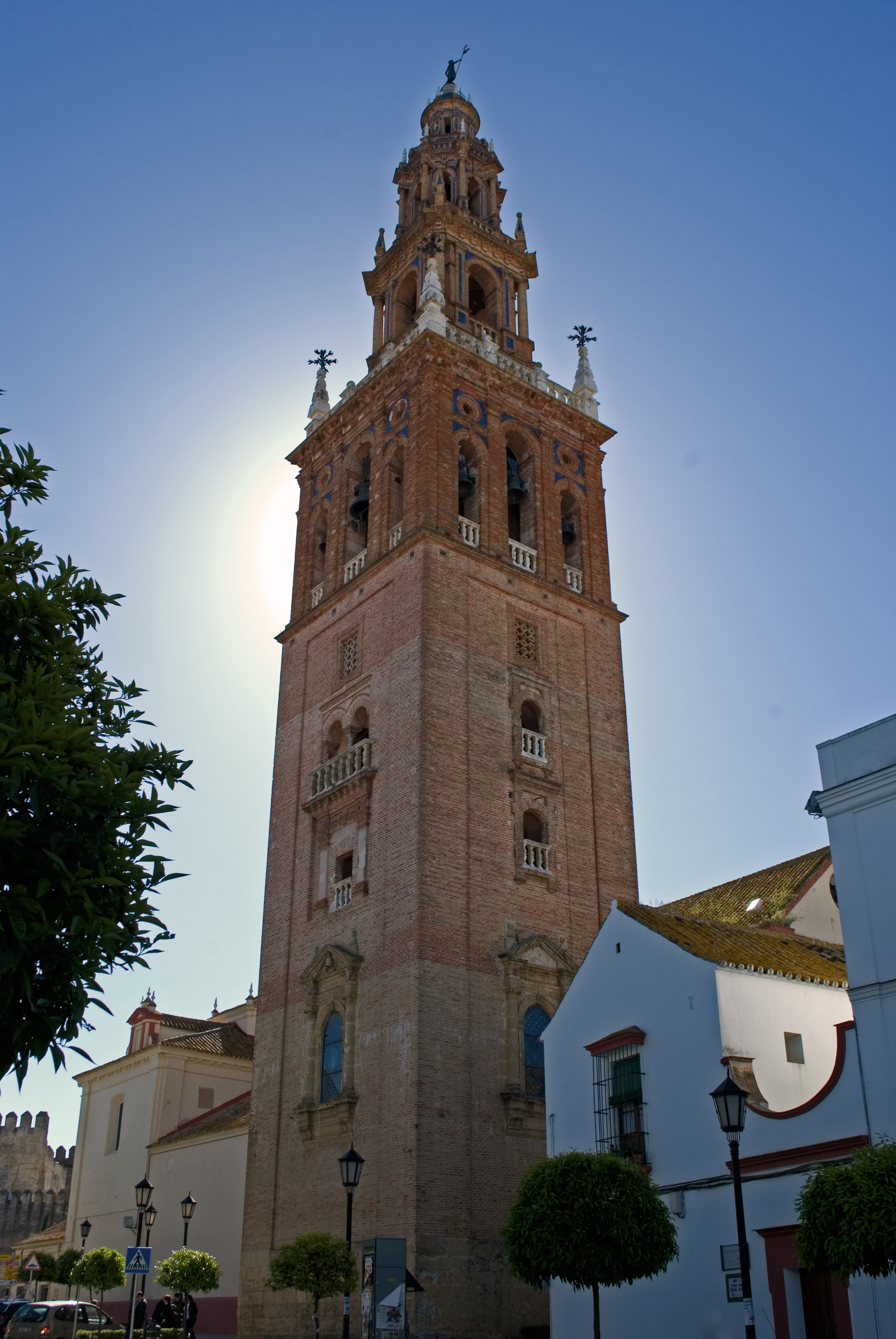
Torre de la Iglesia de San Pedro de Carmona, conocida como la Giraldilla por su similitud con la Giralda de Sevilla.

En torno a 1565 el arquitecto Hernán Ruiz el Joven elaboró el trazado de la torre, En 1719 se conserva un informe arquitectónico sobre la misma de Diego Antonio Díaz. En 1777 se continuó con la construcción del campanario, tras un informe de Antonio de Figueroa y Ruiz. La torre se finalizó en 1784.
Le fue colocado un "Giraldillo" realizado por Francisco Acosta, similar al de la Giralda de la capital. En 1786 José Valdés doró esta escultura y las azucenas de bronce que hay al final del primer cuerpo de la torre. No obstante, esta escultura original se perdió. En 1991 fue colocada una réplica de bronce realizada por Alfonso Berraquero García.

## Interior

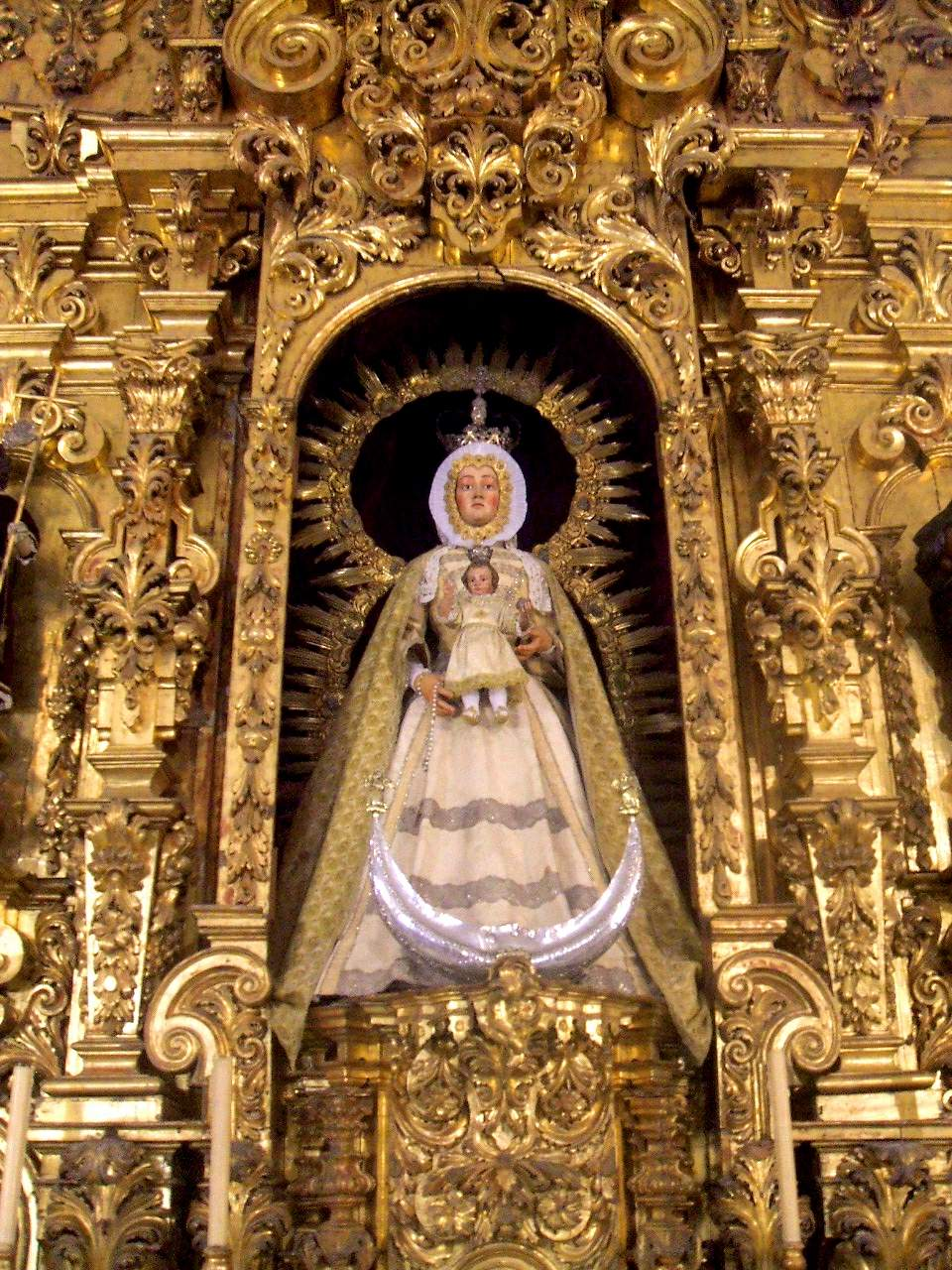
Virgen del Rosario en su retablo

El retablo mayor está compuesto con elementos de los siglos XVII y XVIII. En la hornacina central hay una Virgen del Carmen del siglo XVIII. En los laterales hay dos santos realizados en el siglo XVIII: Santiago y san Andrés. En el ático del retablo hay una figura de san Pedro de principios del siglo XVII.
Los dos ángeles lampareros que hay a los lados de la mesa del altar son de mediados del siglo XVIII. En el centro del presbiterio hay un baldaquino neoclásico realizado en el 1880.
El coro situado a los pies de la nave central es de comienzos del siglo XVII.
En la sacristía destacan las puertas, realizadas en 1717 por Juan Gatica, y una pintura sobre tabla de hacia 1610 restaurada en 1845. La iglesia alberga una reliquia de san Teodomiro.

### Nave izquierda
En el muro izquierdo hay un retablo con estípites realizado Tomás González Guisado, apodado el Joven, en la década del 1760. En este retablo hay esculturas de Jesús Cautivo, san Lorenzo y san Juan Evangelista. En la cabecera de la nave izquierda hay un retablo de principios del siglo XVIII con esculturas de la misma época de la Inmaculada y san José, san Cayetano, san Antonio de Padua.
Hay una pintura sobre tabla de cuatro apóstoles del 1610. También hay un retablo de mediados del siglo XVIII decorado con estípites que alberga una Virgen del Rosario y esculturas del Niño Jesús y san Marcial, de la misma época que el retablo.
El retablo de la Virgen de los Dolores fue realizado en el último cuarto del siglo XVII por el escultor Juan del Castillo. En el centro está la Virgen, flanqueada por dos columnas salomónicas y arriba hay un relieve de la imposición de la casulla a san Ildefonso.
También hay un retablo de principios del siglo XVIII con una figura de la Virgen de Gracia de la misma época.
En la capilla bautismal hay un relicario de metal dorado de en torno a 1610, un san Antonio de principios del siglo XVII y un lienzo del Niño Jesús Pasionario del siglo XVIII.

### Nave derecha
En la cabecera de la nave derecha hay un retablo de la década de 1760 realizado por Tomás González Guisado el Joven. En la hornacina central hay una Virgen de la Antigua del siglo XVI de la escuela de Roque Balduque. En los laterales del retablo hay figuras del siglo XVIII de san Miguel y san Rafael.
También hay un retablo del siglo XVIII con un crucificado realizado por Martín de Andújar en 1632.
Hay también un retablo-hornacina del siglo XVIII con un crucificado y cuatro ángeles del mismo siglo.
El último retablo de esta nave es del siglo XVIII. En él hay un banco con una escultura de Cristo yacente del siglo XVI. En la hornacina central hay una Virgen de la Soledad y en los laterales un san Elías y un san Francisco, los tres del siglo XIX.

#### Capilla sacramental

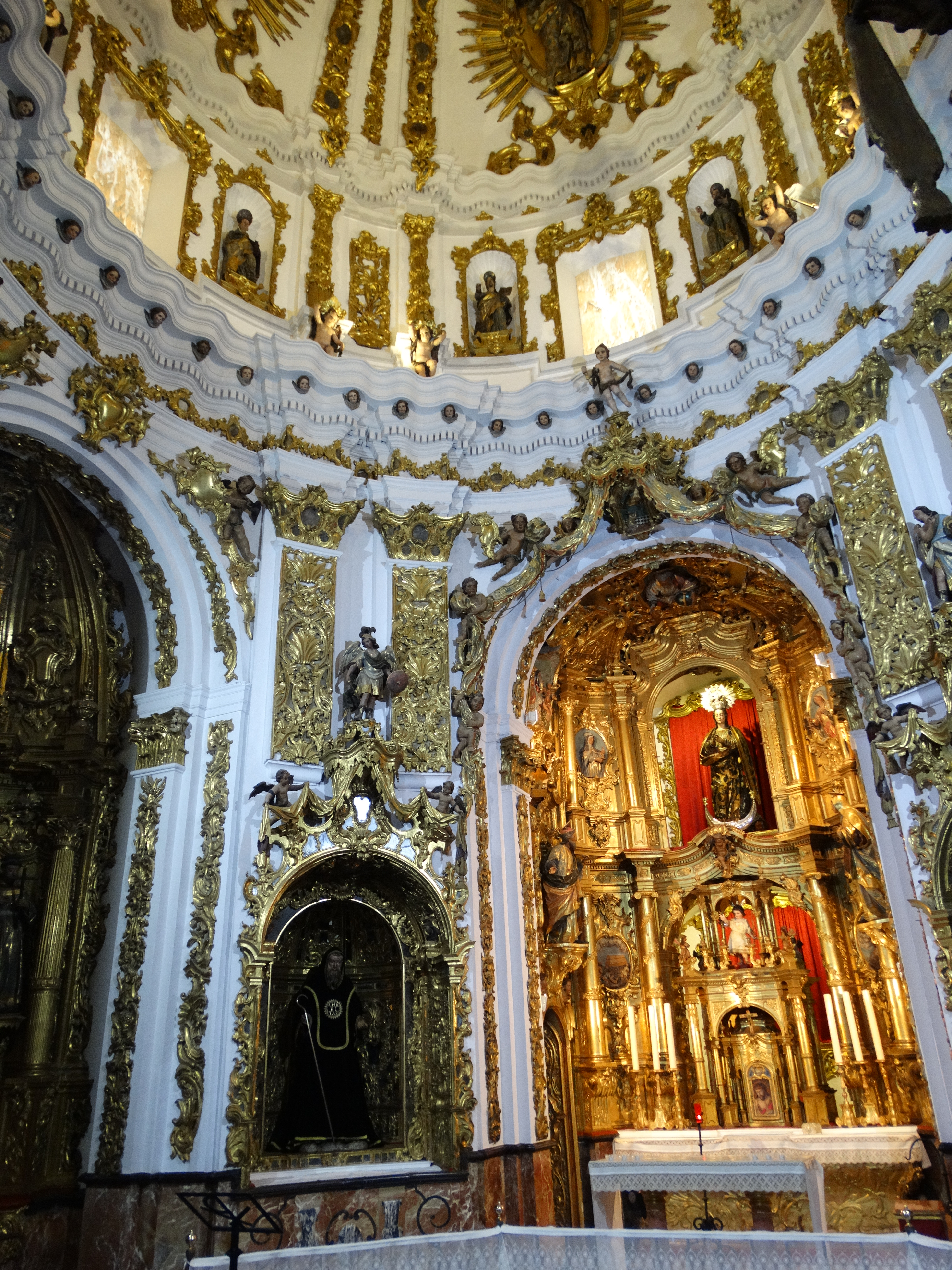
Capilla sacramental de la iglesia de San Pedro.

En la nave derecha se encuentra el acceso a la capilla sacramental, que es una de las más espectaculares de todo el barroco sevillano. La portada de la capilla emula un arco del triunfo y, sobre ella hay figuras alegóricas que representan la Fe, la Esperanza y la Caridad.
Los retablos e imágenes que se encuentra ahí son de entre el 1780 y el 1790 y son atribuidos a Francisco de Acosta el Mayor y a Tomás González Guisado el Joven.
El retablo central está compartimentado por medio de columnas. En el primer cuerpo está situado el sagrario y una escultura del Niño Jesús. En el camarín central del segundo cuerpo se encuentra una Inmaculada del siglo XVII y también en los laterales unas figuras de san Joaquín y santa Ana del siglo XV
.
A ambos lados del retablo central hay dos retablos-hornacinas con ángeles con imágenes de san Francisco de Paula y san Cayetano.
Además, alrededor de la sala hay retablos-hornacinas con san Teodomiro, san Juan Nepomuceno, san Buenaventura y santa Bárbara. En  las hornacinas de la cúpula hay esculturas de los cuatro evangelista y los Padres de la Iglesia, así como relieves de san Elías, san Benito, san Nicolás de Bari y san Bernardo.

#### Capilla de San Juan Grande
Por la nave derecha se accede también a la capilla de San Juan Grande. Hay un gran retablo neoclásico con un san Juan Grande. En la capilla también hay una hornacina con una pila bautismal realizada a principios del siglo XVI por Juan Sanches Valchero. Es de color verde de barro vidriado y relieves de pámpanos. En ella fueron bautizados san Juan Grande y la madre de santa Rosa de Lima.

#### Capilla de la Virgen de la Merced
Se accede por la nave derecha. Está cerrada por una reja de 1756. Alberga tres retablos.
El retablo central fue contratado en 1616 con Luis Ortiz de Vargas. Este escultor hizo toda la arquitectura y la escultura del retablo exceptuando la hornacina central y el relieve central de la parte superior. En la parte inferior (el banco) hay una pintura de san Juan de la Cruz y otra santa Teresa. A ambos lados de la hornacina central hay relieves que muestran a san Juan Bautista, san Martín de Tours, san Francisco de Paula y san Carlos Borromeo. En el centro de la parte superior hay un relieve la imposición de la casulla a san Ildefonso realizado por Santiago de Ocampo en 1617. A ambos lados de este relieve hay otros dos con san José con el Niño y santa Ana con la Virgen. En la hornacina central hay una Virgen de la Merced de principios del siglo XIX.
Los otros dos retablos son neoclásicos y fueron realizados a principios del siglo XIX. Uno tiene una escultura de san Luis Gonzaga y el otro una de santa Filomena. Ambas esculturas son de principios del siglo XIX.

## Hermandad
En ella tiene su sede canónica la Hermandad de la Humildad, que tiene como titulares a un Jesús de la Humildad y a la Virgen de los Dolores. Ambas esculturas son del siglo XVIII y fueron realizadas por José Montes de Oca.